# Zadnjica (dolina)
Dolina Zadnjica (domačini jo poimenujejo Zajenca) je ena najbolj značilno ledeniško preoblikovanih dolin v Sloveniji. Leži v Triglavskem narodnem parku, med Trento in zahodnima stenama Triglava ter Kanjavca. 

## Geografski opis
Dolina Zadnjice se, pri vasi Na Logu, odcepi od doline Soče. Zajeda se globoko v osrčje Triglavskega pogorja. Omejujejo jo vrhovi: Zadnjiški Ozebnik (2083 m), Vršac (2194 m), Kanjavec (2569 m), Triglav (2864 m) in visoki Kriški podi z okoliškimi vrhovi. Prepadna ostenja nad dolino imajo največjo višinsko razliko v Julijskih Alpah. Tu se dvigata 1400 m visoki steni Kanjavca in Vršaca, le nekoliko stran so jugozahodna pobočja Triglava. V zatrep doline Zadnjice se s prelaza Luknja (1758 m) spušča divja grapa Korita.
Zadnjica spada med najbolj divja območja v Julijskih Alpah. Tu v skalnih pobočjih vidimo poleg poraščenih reber, zglajenih žlebov in snežnih krnic, tudi police in stene, ki padajo v zatrep doline. Ta ostenja so raj za gamse, in kozoroge; alpski kozorog je bil tu naseljen leta 1964, od koder se je razširil po Julijskih Alpah.
V dolini tečeta Beli potok in Krajcarica (poimenovana tudi Zadnjica), ki združena predstavljata najbolj vodnat pritok Soče v Trenti.

## Pomen v turizmu
V dolini Zadnjica lahko vsak pohodnik doživi del alpskega sveta od cvetja, živali, gora do slapov in plazov, ki pomladi grmijo v dolino.
Ta dolina izjemnih razgledov se ponaša z odličnimi izhodišči na navidez nedostopne vrhove. Zatrep doline je izhodišče za vzpon na Triglav preko Doliča in obisk Doline Triglavskih jezer preko Prehodavcev.
Tudi izkušeni plezalci lahko najdejo zadovoljstvo v stenah Kanjavca in Vršaca.
Na seznam naravnih vrednot državnega pomena so uvrščene:
- potok Krajcarica (hidrološka, geomorfološka, zoološka), njeni izviri (hidrološka) in njena korita (hidrološka, geomorfološka),
- grbinasti travniki v Zadnjici (geomorfološka).